# Parròquies de Dominica

La bandera dels 10 estels.

Les parròquies de Dominica són la divisió administrativa de l'estat insular caribeny de Dominica.

## Origen
L'illa està repartida en 10 parròquies (parishes) com altres països de la zona, de tradició anglesa. Els 10 estels del centre de la bandera del país representen les 10 parishes. Els noms de cadascuna mantenen l'advocació a sants cristians de les antigues parròquies eclesiàstiques.

## Llista

Mapa d'ubicació de les parròquies.

La llista de les parròquies, de Nord a Sud de l'illa és la següent:
| Parròquia    | Nom oficial en anglès   | Superfície (km²) | Capital       |
| ------------ | ----------------------- | ---------------- | ------------- |
| Sant Joan    | Parish of Saint John    | 58,5             | Portsmouth    |
| Sant Andreu  | Parish of Saint Andrew  | 179,6            | Wesley        |
| Sant Pere    | Parish of Saint Peter   | 27,7             | Colihaut      |
| Sant Josep   | Parish of Saint Joseph  | 120,1            | Saint Joseph  |
| Sant David   | Parish of Saint David   | 126,8            | Rosalie       |
| Sant Pau     | Parish of Saint Paul    | 67,4             | Pont Cassé    |
| Sant Jordi   | Parish of Saint George  | 53,5             | Roseau        |
| Sant Patrici | Parish of Saint Patrick | 84,4             | Berekua       |
| Sant Lluc    | Parish of Saint Luke    | 11,1             | Pointe Michel |
| Sant Marc    | Parish of Saint Mark    | 9,9              | Soufrière     |